# Trần Văn Thiệp
Trần Văn Thiệp là một tướng lĩnh của lực lượng Công an nhân dân Việt Nam với quân hàm Thiếu tướng. Ông hiện giữ chức vụ Phó Cục trưởng Cục An ninh điều tra Bộ Công an (Việt Nam).

## Tiểu sử
Trần Văn Thiệp là đảng viên Đảng Cộng sản Việt Nam.
Tháng 8 năm 2016, Trần Văn Thiệp là đại tá công an, Phó Cục trưởng Cục An ninh điều tra (Cục A92), Bộ Công an.
Tháng 9 năm 2019, Trần Văn Thiệp là Thiếu tướng Công an nhân dân Việt Nam, Phó Cục trưởng Cục An ninh điều tra, Bộ Công an.

## Lịch sử thụ phong quân hàm
| Năm thụ phong | –      | 2019        |
| ------------- | ------ | ----------- |
| Quân hàm      |        |             |
| Cấp bậc       | Đại tá | Thiếu tướng |